# Pyskomysz
Pyskomysz (Pseudohydromys) – rodzaj ssaków z podrodziny myszy (Murinae) w obrębie rodziny myszowatych (Muridae).

## Rozmieszczenie geograficzne
Rodzaj obejmuje gatunki występujące endemicznie na Nowej Gwinei.

## Morfologia
Długość ciała (bez ogona) 70–115 mm, długość ogona 72–113 mm, długość ucha 8–14 mm, długość tylnej stopy 18–25 mm; masa ciała 13–29,5 g.

## Systematyka
Rodzaj zdefiniował w 1934 roku niemiecki teriolog Hans Rümmler w artykule zatytułowanym Nowy rodzaj myszowych z wysokich gór Nowej Gwinei, opublikowanym w czasopiśmie „Zeitschrift für Säugetierkunde”. Gatunkiem typowym jest (oryginalne oznaczenie) pyskomysz wschodnia (P. murinus). 

### Etymologia
- Pseudohydromys: gr. ψευδος pseudos ‘fałszywy’; rodzaj Hydromys É. Geoffroy Saint-Hilaire, 1804 (bobroszczur)[1].
- Neohydromys: gr. νεος neos ‘nowy, dziwny’; rodzaj Hydromys É. Geoffroy Saint-Hilaire, 1804[2]. Gatunek typowy (oryginalne oznaczenie): Neohydromys fuscus Laurie, 1952.
- Meyermys: Frederick William Shaw Mayer (1899–1989), australijski ornitolog, awikulturolog, kolekcjoner; gr. μυς mus, μυος muos ‘mysz’[3]. Gatunek typowy  (oryginalne oznaczenie): Meyermys ellermani Laurie & Hill, 1954.

### Podział systematyczny
Do rodzaju należą następujące gatunki:
| Grafika | Gatunek                     | Autor i rok opisu                | Nazwa zwyczajowa       | Podgatunki         | Rozmieszczenie geograficzne | Podstawowe wymiary                                  | Status IUCN |
| ------- | --------------------------- | -------------------------------- | ---------------------- | ------------------ | --- | --------------------------------------------------- | ----------- |
|         | Pseudohydromys murinus      | Rümmler, 1934                    | pyskomysz wschodnia    | gatunek monotypowy | endemit Papui-Nowej Gwinei (wyżyny środkowej i wschodniej Nowej Gwinei); zakres wysokości: 1500–3400 m n.p.m.                                                            | DC: 7–10,5 cm DO: 8,1–10,2 cm MC: 15–19,9 g         | LC          |
|         | Pseudohydromys berniceae    | K.M. Helgen & L.E. Helgen, 2009  | pyskomysz leśna        | gatunek monotypowy | endemit Papui-Nowej Gwinei (góra Obree (pasmo górskie Owen Stanley), góry Simpson i Pekopekowana (pasmo górski Maneau)); zakres wysokości: 590–1570 m n.p.m.             | DC: 7–8 cm DO: 7,9–8,8 cm MC: brak danych           | LC          |
|         | Pseudohydromys eleanorae    | K.M. Helgen & L.E. Helgen, 2009  | pyskomysz górska       | gatunek monotypowy | endemit Papui-Nowej Gwinei (centralne wyżyny Nowej Gwinei (pasma górskie Bismarck i Hagen)); zakres wysokości: 2240–3050 m n.p.m.                                        | DC: 7–8 cm DO: 7,9–8,8 cm MC: brak danych           | DD          |
|         | Pseudohydromys patriciae    | K.M. Helgen & L.E. Helgen, 2009  | pyskomysz mszysta      | gatunek monotypowy | endemit Indonezji (Nowa Gwinea (znane tylko z okolic jeziora Habbema, Góry Śnieżne)); zakres wysokości: około 2800 m n.p.m.                                              | DC: 9,9–10 cm DO: 8,5–8,6 cm MC: 20–24 g            | DD          |
|         | Pseudohydromys occidentalis | Tate, 1951                       | pyskomysz zachodnia    | gatunek monotypowy | zachodnia i środkowa Nowa Gwinea nad jeziorem Habbema, Góry Śnieżne (Indonezja), góry Trikora i Star Mountains (Papua-Nowa Gwinea); zakres wysokości: 2300–3800 m n.p.m. | DC: 8,7–11,5 cm DO: 8,5–9,5 cm MC: brak danych      | DD          |
|         | Pseudohydromys musseri      | (Flannery, 1989)                 | ryjówkomyszka papuaska | gatunek monotypowy | endemit Papui-Nowej Gwinei (północna Nowa Gwinea (znany tylko z góry Somoro, pasmo górskie Torricelli)                                                                   | DC: około 10,8 cm DO: około 10,1 cm MC: brak danych | DD          |
|         | Pseudohydromys sandrae      | K.M. Helgen & L.E. Helgen, 2009  | pyskomysz białobrzucha | gatunek monotypowy | endemit Papui-Nowej Gwinei (wschodnio-środkowa Nowa Gwinea (znany tylko z góry Sisa, dorzecze rzeki Kikori); zakres wysokości: 800–850 m n.p.m.                          | DC: około 10,8 cm DO: około 10,1 cm MC: brak danych | LC          |
|         | Pseudohydromys fuscus       | (Laurie, 1952)                   | pyskomysz nakrapiana   | gatunek monotypowy | endemit Papui-Nowej Gwinei (wyżyny wschodniej Nowej Gwinei); zakres wysokości: 1600–3660 m n.p.m.                                                                        | DC: 8–11 cm DO: 7,2–9 cm MC: 14,2–25 g              | LC          |
|         | Pseudohydromys ellermani    | (Laurie & J. Edwards Hill, 1954) | pyskomysz jednozębna   | gatunek monotypowy | Indonezja i Papua-Nowa Gwinea: wyżyny Nowej Gwinei (Góry Śnieżne i od Star Mountains do góry Missim); zakres wysokości: 1400–2800 m n.p.m.                               | DC: 8,5–10,3 cm DO: 9–11,3 cm MC: 13–21 g           | LC          |
|         | Pseudohydromys germani      | (K.M. Helgen, 2005)              | pyskomysz samotna      | gatunek monotypowy | endemit Papui-Nowej Gwinei (góra Obree (pasmo górskie Owen Stanley) i góra Dayman (pasmo górskie Maneau)); zakres wysokości: 1300–1570 m n.p.m.                          | DC: 8,7–10,5 cm DO: 9,5–10,3 cm MC: 22–30 g         | DD          |
|         | Pseudohydromys carlae       | K.M. Helgen & L.E. Helgen, 2009  | pyskomysz stokowa      | gatunek monotypowy | endemit Papui-Nowej Gwinei (półwysep Huon (2 miejsca w okolicy Tep Tep, pasmo górskie Finisterre)); zakres wysokości: 2560–3000 m n.p.m.                                 | DC: 8,9–10,3 cm DO: 8,4–9,2 cm MC: około 15 g       | DD          |
|         | Pseudohydromys pumehanae    | K.M. Helgen & L.E. Helgen, 2009  | pyskomysz południowa   | gatunek monotypowy | endemit Papui-Nowej Gwinei (wyżyny wschodniej Nowej Gwinei (zlewnia górnego biegu rzeki Strickland i północna część góry Karimui)); zakres wysokości: 1550–2100 m n.p.m. | DC: 9,6–10,1 cm DO: 10–10,3 cm MC: 17–20 g          | DD          |

Kategorie IUCN:  LC  – gatunek najmniejszej troski,  DD  – gatunki o nieokreślonym stopniu zagrożenia.